# Raúl Chávez de la Rosa
Raúl Chávez de la Rosa (Charcas; 4 de marzo de 1939-Monterrey; 4 de noviembre de 2010) fue un futbolista mexicano que jugó de delantero.

## Trayectoria
Era conocido por el sobrenombre de El Diablo, que recibió por sus inimitables maniobras de regate y engaño. Recibió su primer contrato profesional en el Club Oviedo, en el que jugó las temporadas 1958-59 y 1959-60 en la  Segunda División.
Su talento no pasó desapercibido para sus rivales de liga y buscando refuerzos para la Primera División, el CF Monterrey, que ganó el campeonato de Segunda División en la campaña 1959-60 y ascendió a la máxima categoría, lo fichó. Estuvo en contrato con los Rayados hasta el final de su carrera en 1969.

## Selección nacional
En marzo de 1963, hizo dos apariciones con la selección de México, las cuales terminaron en resultados decepcionantes para "El Tri". En su debut el 24 de marzo, México perdió 2-1 ante la selección nacional de las Antillas Neerlandesas y seis días después fue empatado 0-0 por Costa Rica.
En octubre de 1964, formó parte de la selección olímpica, para la cual disputó los tres partidos del Torneo Olímpico de Fútbol.

### Participaciones en Juegos Olímpicos
| Torneo                   | Sede  | Resultado    |
| ------------------------ | ----- | ------------ |
| Juegos Olímpicos de 1964 | Tokio | Primera fase |